# Megachernes limatus
Megachernes limatus är en spindeldjursart som beskrevs av Clarence Clayton Hoff och Parrack 1958. Megachernes limatus ingår i släktet Megachernes och familjen blindklokrypare.

## Underarter
Arten delas in i följande underarter:
- M. l. crassus
- M. l. limatus